# Научно-энергетическая платформа

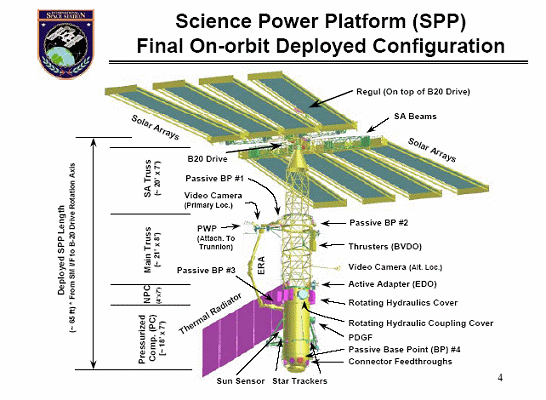
Научно-энергетическая платформа

Научно-энергетическая платформа (сок. НЭП) — планировавшийся, но отмененный модуль российского сегмента Международной космической станции. Его корпус был использован для создания модуля «Рассвет». Вместо него к МКС планировалось отправить Научно-энергетический модуль, но, впоследствии, стыковка с МКС была отменена в пользу РОСС.
Изначально модуль проектировался для неосуществлённого проекта российской орбитальной станции Мир-2.
Согласно проекту платформа представляла собой ферменную конструкцию, закрепленную на базовом блоке. На её концах должны были быть размещены поворотные панели солнечных батарей и солнечные газотурбинные установки. Её суммарная мощность должна была составлять 38 кВт. Кроме того, на ферме планировалось размещение радиаторов, выносных двигательных установок и научных приборов. Доставка на орбиту должна была осуществляться с помощью ракеты-носителя Протон или Зенит.